# 15 septembre 1953
Le mardi 15 septembre 1953 est le 258e jour de l'année 1953.

## Naissances
- Adrian Adonis (mort le 4 juillet 1988), catcheur américain
- Germinal Peiro, personnalité politique française
- Hannu Rajaniemi (mort le 29 août 2008), joueur finnois de football
- Ken Houston (mort le 10 mars 2018), joueur canadien de hockey sur glace
- Michel Laurent, spécialiste français de neurosciences comportementales
- Mohamed Ali Messaoud, joueur de football puis entraîneur algérien
- Patrice Bozon, joueur français de football
- Patricia Rhomberg, actrice autrichienne de films pornographiques
- Paul Piché, auteur-compositeur-interprète québécois
- Petrit Dibra, joueur albanais de football
- Philippe Kantor, expert-traducteur interprète français de chinois
- Saburo Teshigawara, danseur et chorégraphe japonais de danse contemporaine
- Victor Trossero (mort le 12 octobre 1983), joueur argentin de football

## Décès
- Erich Mendelsohn (né le 21 mars 1887), architecte allemand
- Frederick Spiller (né le 22 novembre 1884), boxeur anglais
- Isaías Medina Angarita (né le 6 juillet 1897), militaire et homme d'État vénézuélien
- Joseph-Fabien Bugeaud (né le 15 juillet 1876), avocat et homme politique québécois